# 大和王权

大和王權，約7世紀

大和王权（ヤマト王権）又被记为倭王权，是日本大和時代 (古坟时代和飞鸟时代)，以大和地区（奈良縣）为中心君临于西日本各地豪族联合之上的政权，在中国史书中被称为倭国；其准确诞生时间仍存在争议。大化革新后大和王权从中国吸收律令制度蜕变成为中央集权国家，并在公元7世纪确立国号为日本。
大和王权指的是从4世纪左右以奈良地区（大和国）为基盘逐渐扩张的政权，但这并不一定意味着日本作为国家的起源是4世纪。同世纪末建造的大仙陵古墳覆地面积和体积匹敌埃及古王国时期的胡夫金字塔，这意味着这个时期的日本近畿地区很可能已经存在着足以支撑强大生产力的广域王权国家。但关于横跨九州-东海的统一政权何时成型还有较大争议。在大和王权兴起的同时，日本列岛还大概存在数个乃至十数个权力中心。这是日本学术界所重视的问题。
最新研究推测，在2世纪到3世纪之间，各地酋邦从分立状态向统一方向发展的过程中，大和政权已经成为各酋邦的中心。王权为了确立联合盟主的地位，重视对外关系，向东晋和南朝宋朝贡，并竭力与朝鲜半岛上的国家（百济、伽倻）垄断渡来人传入的各种技术。

## 历史

### 王权的形成

#### 诸小国的出现
弥生時代根據中國史書記載日本列岛出現許多小國，小國的特徵為考古發掘的環濠集落，以及銅製器物，另外在中國東漢時期開始有日本列岛上的小國，如：奴国，向中國朝貢，藉此壟斷與中國的往來，並尋求中國對此一地位的肯定。

#### 大和王权与邪马台国的关系
在中國三國時代的同期，日本出現邪马台国，邪马台国為一個小國共主，並曾向魏朝貢。對於邪马台国的位置以及其與大和王权的關係，目前学界并沒有定論。一部份學者認為邪马台国位在近畿，並且逐步演化為大和王权；另一部分則認為邪马台国位在北九州，之後被近畿的大和王权擊敗。

#### 古墳出現
從西元250年開始，日本列岛上的統治者开始大量營建“古墳”。古墳的分布遍及日本本州島的南部，以奈良、大阪為主，北海道則未發現。此一時期的墳墓為巨大的穴式土堆，四周有壕溝，“前方後圓”形式的墓制最具代表性，墳的周遭圍繞著中空的黏土塑像，這些筒狀土製人偶有可能是殉葬用，稱之「埴輪」。
建築這些古墳須花費大量財力，只有少數的統治階級能夠負擔，也代表出現動員群眾修建大型建築的力量，因此古墳被視為大和王权出現的象徵。目前發現古墳有七十一座，以鑰匙孔形的古墳最常見，大阪堺市的大仙陵古墳是世界上最大的古墳。古墳裏通常有許多銅鏡、珠寶等陪葬品，到了後期還有兵器和鎧甲。

### 王权的发展
大和王权形成初期，其君主名为大王，大王與各地豪族形成聯盟，大王對各地僅能間接統治。各豪族之下的人民被編為部民，稱為部民制。部民地位形同同一時期中國的部曲，隸屬於各地豪族，大和王权無法直接統治。

#### 古墳時代前期
266年邪马台国最後一次向中國遣使後，中國史書中關於日本的紀錄缺失了約150年，期間的歷史只能依據考古資料推测。4世紀中期從東北地方南部到九州的古墳形制逐漸統一，這意味著日本多數地區可能被納入以大和王權為首領的政治聯盟。各地的首領承認大和王權的宗教權威，建造了與大和王權相同類型的鑰匙孔形墳墓。對外往來則由大和王權以「倭」的名稱獨佔對外貿易的權利，並以鐵礦原料等重要物資進口控制各地的首領。

#### 古墳時代中期

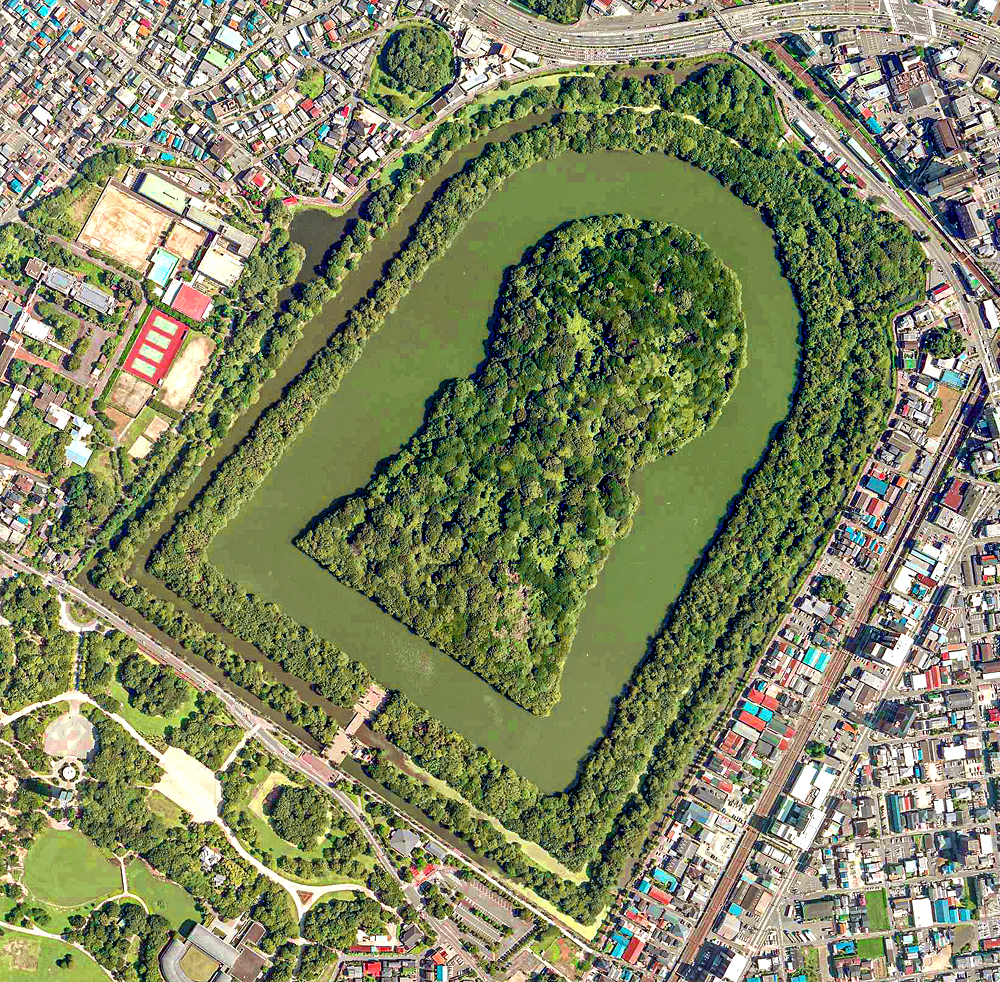
大仙陵古墳

古墳時代中期為4世紀末到5世紀之間，最顯著的趨勢之一是古墳規模不斷擴大，特別是5世紀上半葉修建的大仙陵古墳。另外由於中國地區動亂，渡來人增加，推動日本政治制度、器物、文化的發展，渡來人氏族組成陶作部、錦織部、鞍作部等技術性集團，漢字、佛教、儒家思想便在此時期傳入。

### 王权的动摇和变质

#### 古墳時代後期
5世紀末到6世紀初古墳的建造進入衰退期，同一時期日本書紀也記載雄略天皇死後，短時間內接連經歷清寧、顯宗、仁賢、武烈四位天皇，史學界認為此時大和王权陷入內亂，原因與大和王權提升，導致地方反對有關。在内乱过程中，彥太尊于6世纪初取得大王地位，是為继体天皇。
继体天皇死後，日本再次陷入動亂，史稱繼體・欽明朝内亂，在克服了6世纪前半期的继体．钦明朝内乱，以及平定了筑紫君磐井的叛乱 (磐井之乱)後，大和王权形成以大王为首，并與畿内豪族葛城臣、平群臣、苏我臣、大伴连、物部连等豪族联合组成的统治集團，豪族的同族集团叫做氏，臣、连、君、直、造、首等姓，則表明该氏的地位，該制度稱為氏姓制度。豪族分掌国家的祭祀、军事、外交、财政等職權，在朝廷内有较大的权利。
在地方也有地方豪族存在，並擔任地方首長。大和王权的地方设国（以国造为长）、县（以县主为长）、村（以稻置和村主为长），地方豪族多為公、直、首等姓的豪族，地位比臣、连等中央豪族低下，然而地方豪族才是直接控制地方的掌權者，大和王权僅能透過豪族間接統治，直接统治权尚未确立。
磐井之乱後，安闲天皇不遗余力地大肆推行屯仓部民制。屯仓部民制最基本的特征，就在于大和王权从地方豪族和被征服者那里获得一部分土地和人民，作为自己的直辖领地（屯倉）和直属人民（田部），部分打破原有的通过地方豪族加以统治的间接统治方式，而实行直接统治，加强大和王权的经济基础和实力，也削弱并钳制了那些有独立性的被征服势力。然而當時大王还没有绝对权力，所以贵族也极力扩大自己私有的领地与部民，借以增强自己的经济实力。

#### 蘇我氏掌權
隨著中國文化傳入，渡來人氏姓與日本本土氏姓出現對立，其中最顯著的便是蘇我氏與物部氏針對佛教接受與否的政爭，最終蘇我馬子在587年丁未之亂擊敗物部守屋，隨後又在592年殺死崇峻天皇，擁立外甥女為推古天皇，進入蘇我氏掌權的時代，另外該年也被視為飛鳥時代的開始。

#### 圣德太子改革
6世紀後期隋統一中國，受到隋帝國強盛影響，大和王权開始效法隋朝進行改革，改革推動者為推古天皇姪子廄戶王 (圣德太子)，廄戶王在600年遣使隋朝，使節回國後日本制定冠位十二階和十七條憲法，首次打破氏姓制度，使官吏能憑藉才能在朝廷晉升，建立官僚體制，並按照儒家思想制定「憲法」，規範政治、社會秩序。

#### 大化革新

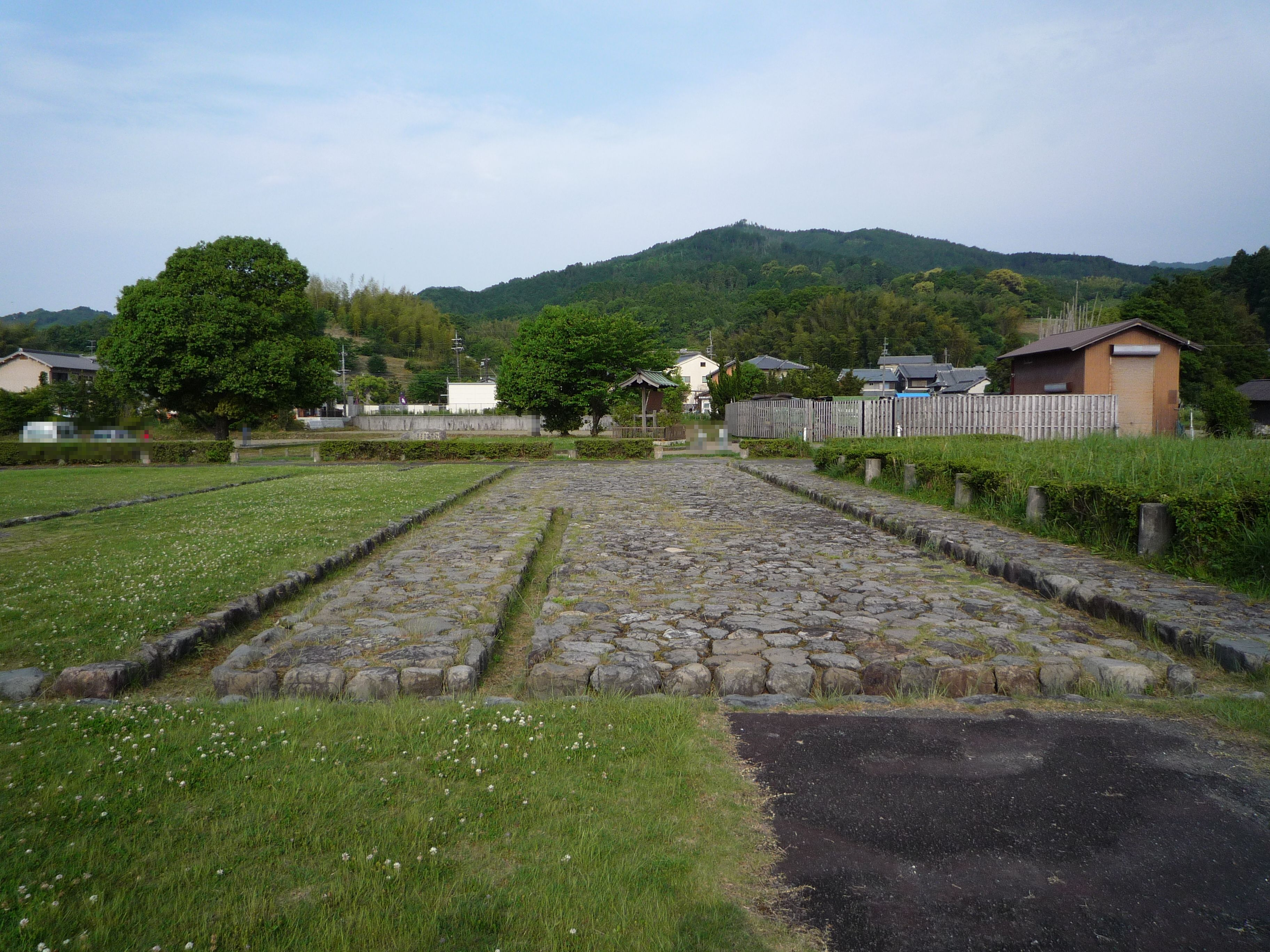
乙巳之變發生地板蓋宮遺址

圣德太子改革時期，大和王权由推古天皇、圣德太子、蘇我馬子三人掌權，620年代三人先後逝世，此後蘇我氏的蘇我蝦夷和蘇我入鹿父子掌權，然而蘇我氏的專橫愈演愈烈，還殺死了廄戶王之子山背大兄王與白髮部王兄弟，導致皇族和其他氏姓對蘇我氏的強烈反感。645年，中大兄皇子、神祗官中臣鎌足等人聯合反蘇我氏諸勢力發動乙巳之變，推翻蘇我氏。
中大兄皇子掌權後在646年頒布《改新之诏》，表示大化革新的开始。《改新之诏》旨在废除私地私民制度，建立更加集权化的行政体制 (日本律令制)。但在《改新之诏》颁布之初，改革面临地方豪族的各种阻力，进展较为缓慢。直到663年日本在白江口之战战败，国家受到唐朝直接威胁，才加速大化革新的实施。668年中大兄皇子即位为天智天皇，670年制定日本首个户籍即庚午年籍，671年颁布日本第一个成文法令——近江令。

#### 国名定为日本
七世纪中叶开始，“日本”作为正式国号稳定出现在外交文书中。671年天智天皇驾崩，其子即位为弘文天皇，但天智天皇弟弟大海人皇子发动壬申之亂夺权，大海人皇子即位为天武天皇。天武天皇继续大化革新的改革，在689年颁布《飛鳥淨御原令》将君主稱號從大王改成天皇，并确认國名为日本，學界一般認為國號「日本」至此誕生。701年文武天皇颁布第一部正式律法《大寶律令》，进一步将这些命令法典化，标志着日本进入中央集权的律令时代。

## 外交

### 中國

#### 魏晉南北朝
266年邪马台国最後一次向中國遣使後，中国關於日本的紀錄消失約150年。413年開始大和王权屡次向中国东晋和南朝派出使节，请求中国给与封号以增强对外影响力。中国史书记载，派出使节的倭王是赞、珍、济、兴、武，被称为倭五王。有人将其比作仁德、反正、允恭、安康、雄略五代天皇。倭王武向宋帝上表自称：“使持节都督倭、百济、新罗、任那、伽耶、秦韩、慕韩七国诸君事、安东大将军、倭王。”宋顺帝削去百济，改为六国，其余爵号照封。倭五王朝贡持续约100年，最后一次朝贡为502年，此后中 (南朝)、日双方都陷入动乱，大和王权的朝贡因此中断。

#### 隋唐
6世紀後期隋統一中國，受到隋帝國強盛影響，大和王权開始效法隋朝進行改革，600年大和王权开始向隋唐派遣遣隋使、遣唐使，通过留学生、留学僧学习中国制度、文化，并大和王权推动大化革新贡献极大。。600年大和王权首次派遣遣隋使，607、609年又派小野妹子出使，但因国书写有：“日出處天子致書日沒處天子無恙”，导致隋的不满，不过隋朝为了征伐高句丽，遣裴世清赴日，避免大和王权与高句丽结盟。
進入唐代後大和王权繼續向唐朝派遣遣唐使，但是由於唐朝介入朝鮮三國爭鬥，唐朝支持新羅，導致與百濟結盟的大和王权與唐朝走向對立，660年唐朝與新羅聯軍發動唐灭百济之战消滅百濟，為了協助百濟復國，大和王权於663年派軍前往朝鮮半島，但被唐朝與新羅聯軍擊敗，史稱白江口之战。戰後大和王权於665~669年派遣唐使，試探唐朝、祝賀唐朝滅高句麗，669年之後大和王权停派遣唐使戮力改革，直到701年《大寶律令》頒布，才再次派出遣唐使，像唐朝宣告大和王权已完成改革成為日本。

### 朝鮮半島

#### 4-5世紀

广开土王碑

266年邪马台国最後一次向中國遣使後，中國史書關於日本的紀錄消失約150年，期間唯一關於日本的紀錄是高句麗留下的廣開土王碑。據碑文記載大和王权發動高句丽与倭的战争，被高句丽擊敗。4世紀開始大和王權以「倭」的名稱獨佔對外貿易的權利，並以鐵礦原料等重要物資進口控制各地的首領。
百濟是大和王權在朝鮮半島南部最重要的盟友，從百濟於西元369年贈與的七支刀象徵兩國的結盟友好的開始。百濟與大和政權的同盟是互惠的，百濟希望從大和政權獲得軍事支持，大和政權則希望藉由百濟的實力，他們得到了各種外部的文物和鐵礦石等。同一時期與高句麗與百濟發生衝突，大和王朝開始支持盟友百濟。391年高句麗從海上入侵百濟。396年高句麗好太王吞併百濟眾多城池後，直逼百濟首都，百濟王投降並成為高句麗的藩屬，好太王隨後挾持百濟王子和貴族為人質返國。
隨後百濟向倭求援，並且聯合攻打當時高句麗的藩屬－新羅。新羅派特使到高句麗的平壤城請求援助。由於新羅是高句麗的藩屬，高句麗決定出兵援助。400年，高句麗發兵5萬援助新羅。高句麗的軍隊到達新羅首都之際，倭國即撤兵，404年，倭國再次攻打高句麗，最後被高句麗擊敗。该次战役可能是日本首次见到骑兵作战，开始日本引进、使用马匹的历史，引进马匹的渡来人在日本有极高地位。

#### 6-7世紀
另一方面六世紀中葉，新羅聯合百濟擊敗高句麗，又背叛百濟奪取漢江流域之行為，使高句麗和百濟結盟對抗新羅，同時高句麗因為與隋帝國交惡，因此改善與大和王權的關係，新羅因此在東北亞被孤立，與唐帝國結盟成為新羅的選擇。
由於唐朝介入朝鮮三國爭鬥，唐朝支持新羅，導致與百濟結盟的大和王权與唐朝走向對立，660年唐朝與新羅聯軍發動唐灭百济之战消滅百濟，為了協助百濟復國，大和王权於663年派軍前往朝鮮半島，但被唐朝與新羅聯軍擊敗，史稱白江口之战。668年高句麗被唐朝消滅後，唐與新羅對朝鮮半島領土展開爭奪，即唐羅戰爭，擔心唐朝威脅的大和王权於是與新羅交好，兩國互派遣新羅使和新羅遣日使，大和王权繼續透過新羅獲得唐朝情報，學習唐朝制度、文化，直到701年再次派出遣唐使為止。

### 同时期日本列岛上的其他族群
在大和王权兴起的同时，日本列岛还大概存在数个乃至十数个权力中心。大和王权在发展过程中不断兼并周边的其他权力中心，被吸收的族群逐渐融合成为现代的大和民族。到大和王权后期日本列岛被明确视为外族的族群有东北的虾夷和九州南部的熊袭。
蝦夷在日本歷史上是一變動概念，泛指大和朝廷控制以外的地區中位於其東北方面的民族。因此隨著大和朝廷控制範圍的擴大，蝦夷所指範圍也逐漸向東北地方、北海道後退。古墳時代以古墳北界作为大和与虾夷分界，该分界在新潟到岩手南部，他們與大和人進行貿易，獲得米、布匹、鐵器、工藝品等，出口海帶、馬匹、毛皮、羽毛等特產。大和王权从建立开始不断向东北扩张，隨著大和王权擴張，虾夷經常為防禦而戰，襲擊大和人修建的城柵；大和方面也透過在秋田等城柵舉行祭祀、提供物資等方式笼络虾夷臣服。但由於蝦夷地區沒有中央政府，很难彻底降伏所有虾夷人。5世纪时中国史书记载大和王权向中国南朝宋介绍虾夷，658年《日本書紀》记载大和王权发动虾夷征討，659年的遣唐使向唐高宗介绍虾夷。
熊襲是古代日本南九州地區的原住民，多次出现在日本神话时代的记述中。目前較普遍的觀點認為，熊襲族即是日后的隼人。另外位于日本列岛南部的琉球群岛在日本史書中的首次記載出現於飛鳥時代，《日本書紀》在657年稱奄美群島為「海見嶋」。